# Хелль, Штефан
Штефан Вальтер Хелль (нем. Stefan Walter Hell; род. 23 декабря 1962, Сынтана, Румыния) — немецкий физик, один из директоров Института биофизической химии общества Макса Планка. Лауреат Нобелевской премии по химии (2014) «за создание флюоресцентной микроскопии высокого разрешения».
Иностранный член Национальной академии наук США (2016), член Папской академии наук (2019).

## Биография
Из семьи банатских швабов. Учился в средней школе в Тимишоаре. В 1979 году эмигрировал с родителями в ФРГ.
Штефан Хелль поступил в Гейдельбергский университет (ФРГ) в 1981 году, а в 1990 году в этом же университете получил степень доктора по физике. Его научным руководителем был проф. Зигфрид Хунклингер (Siegfried Hunklinger) — специалист по физике твердого тела, — а темой диссертационной работы стало «Изображение прозрачных микроструктур в конфокальном микроскопе».
Некоторое время Штефан Хелль был самостоятельным изобретателем и работал над улучшением глубины резкости (осевого оптического разрешения) в конфокальной микроскопии, что впоследствии привело к изобретению т. н. 4Pi-микроскопа. «Разрешение» — это самое главное свойство любого микроскопа, основанное на способности раздельно наблюдать два схожих объекта, находящихся на очень близких расстояниях друг от друга.
В период с 1991 до 1993 год Штефан Хелль работал в Европейской Лаборатории молекулярной биологии в Гейдельберге, где ему удалось продемонстрировать принципиальные возможности 4Pi-микроскопии. Позже (в 1993—1996 годах) Хелль был руководителем группы на факультете медицинской физики в Университете Турку (Финляндия), где он разработал новые принципы оптической микроскопии основанной на эффекте (избирательного) вынужденного гашения флуоресценции (т. н. микроскопия STED — stimulated emission depletion). Наряду с этим, в течение 6 месяцев в 1993—1996 годах Штефан Хелль работал по приглашению в Оксфордском университете.
В 1996 году он получил звание профессора физики от Гейдельбергского университета, а 15 октября 2002 года был назначен директором в Институте биофизической химии общества Макса Планка, где основал отдел нанобиофотоники.
В 2003 году Хелль становится руководителем отдела «Оптической наноскопии» в «Немецком центре по исследованию рака» и Институте медицинских исследований Общества Макса Планка в Гейдельберге. Открытие и последующее развитие микроскопии STED и подобных ей методов оптической «наноскопии» позволило существенно улучшить самое важное свойство флюоресцентного микроскопа — его разрешающую способность, изначально ограниченную значением половины длины волны используемого света (>200 нанометров). Штефан Хелль был первым кому удалось показать — в теории и на практике — что оптическое разрешение флуоресцентного микроскопа не зависит от дифракции и улучшить его до значений существенно меньших, чем длины волн видимого света (до нескольких десятков нанометров). С того времени, как Эрнст Карл Аббе опубликовал свой принцип (1873), это считалось невозможным. Открытие проф. Ш. Хелля и его значение для науки в целом и, в особенности, для естественных наук и медицины, были отмечены «Немецкой премией будущего» (Deutscher Zukunftspreis), вручаемой ежегодно и присужденной профессору Хеллю 23 ноября 2006 года, когда он стал десятым лауреатом этой премии.
В 2014 году стал лауреатом премии Кавли в области нанотехнологий и Нобелевской премии по химии (совместно с Эриком Бетцигом и Уильямом Мернером) за создание флуоресцентного микроскопа, позволившего сделать множество открытий в других областях науки.

## Награды и премии
- Премия Карла Цейса (2002)
- Приз Юлиуса Шпрингера по прикладной физике (2007)
- Премия имени Лейбница (2008)
- Премия Отто Гана (2009)
- Премия Кёрбера (2011)
- Премия Кавли (2014)
- Нобелевская премия (2014)
- Медаль Вильгельма Экснера (2016)
- Onsager Medal[англ.], Норвежский университет естественных и технических наук (2016)